# Mistrzostwa Unii Europejskiej w Boksie Mężczyzn 2007
Mistrzostwa Unii Europejskiej w Boksie Mężczyzn 2007 – były 5. edycją MUE w boksie amatorskim mężczyzn, które odbyły się w stolicy Irlandii - Dublinie w dniach 18 - 23 czerwca 2007. Tabelę medalową wygrali gospodarze mistrzostw.

## Medaliści zawodów
| Kat. wagowa                    |                    |                     |                                        |
| ------------------------------ | ------------------ | ------------------- | -------------------------------------- |
| Waga papierowa (– 48 kg)       | Pál Bedák          | Kelvin de la Nieve  | Nordine Oubaali Darren Langley         |
| Waga musza (– 51 kg)           | Hafid Bouji        | Salim Salimow       | Kadri Kordel Vincenzo Picardi          |
| Waga kogucia (– 54 kg)         | Detelin Dałaklijew | Denis Makarov       | Joseph Murray Rudolf Dydi              |
| Waga piórkowa (– 57 kg)        | Khedafi Djelkhir   | Carl Frampton       | Michał Chudecki Yakup Kilic            |
| Waga lekka (– 60 kg)           | Daouda Sow         | Eugen Burhard       | Domenico Valentino Alejandro Rodriguez |
| Waga lekkopółśrednia (– 64 kg) | Ionuț Gheorghe     | Marcin Łęgowski     | Gyula Káté Bradley Saunders            |
| Waga półśrednia (– 69 kg)      | Roy Sheahan        | Xavier Noël         | Adem Kılıççı Dimitar Sztilianow        |
| Waga średnia (– 75 kg)         | Darren Sutherland  | James DeGale        | Jean Mickael Raymond Ivano Del Monte   |
| Waga półciężka (– 81 kg)       | Kenneth Egan       | Constantin Bejenaru | Marijo Šivolija Muzaffer Bahram        |
| Waga ciężka (– 91 kg)          | Ilias Pavlidis     | Clemente Russo      | Vedran Đipalo Krzysztof Zimnoch        |
| Waga superciężka (+ 91 kg)     | Roberto Cammarelle | Cathal McMonagle    | Csaba Kurtucz Cristian Ciocan          |

## Tabela medalowa
| Poz. | Państwo   |    |    |    | Łącznie |
| ---- | --------- | -- | -- | -- | ------- |
| 1    | Irlandia  | 3  | 2  | 0  | 5       |
| 2    | Francja   | 2  | 1  | 2  | 5       |
| 3    | Niemcy    | 1  | 2  | 0  | 3       |
| 4    | Włochy    | 1  | 1  | 3  | 5       |
| 5    | Bułgaria  | 1  | 1  | 1  | 3       |
| 6    | Węgry     | 1  | 0  | 2  | 3       |
| 6    | Polska    | 1  | 0  | 2  | 3       |
| 8    | Grecja    | 1  | 0  | 0  | 1       |
| 9    | Rumunia   | 0  | 2  | 1  | 3       |
| 10   | Anglia    | 0  | 1  | 3  | 4       |
| 11   | Hiszpania | 0  | 1  | 1  | 2       |
| 12   | Turcja    | 0  | 0  | 4  | 4       |
| 13   | Chorwacja | 0  | 0  | 2  | 2       |
| 14   | Słowacja  | 0  | 0  | 1  | 1       |
|      | Łącznie   | 11 | 11 | 22 | 44      |